# Prostaglandin-A1 D-izomeraza
Prostaglandin-A1 -izomeraza (EC 5.3.3.9, prostaglandinska A izomeraza) je enzim sa sistematskim imenom (13E)-(15)-15-hidroksi-9-oksoprosta-10,13-dienoat Delta10-Delta11-izomeraza. Ovaj enzim katalizuje sledeću hemijsku reakciju
(13E)-(15)-15-hidroksi-9-oksoprosta-10,13-dienoat {\displaystyle \rightleftharpoons } (13E)-(15)-15-hidroksi-9-oksoprosta-11,13-dienoat
Ovaj enzim interkonvertuje prostaglandin A1 i prostaglandin C1.

## Literatura
- Nicholas C. Price; Lewis Stevens (1999). Fundamentals of Enzymology: The Cell and Molecular Biology of Catalytic Proteins (Third изд.). USA: Oxford University Press. ISBN 019850229X.
- Eric J. Toone (2006). Advances in Enzymology and Related Areas of Molecular Biology, Protein Evolution (Volume 75 изд.). Wiley-Interscience. ISBN 0471205036.
- Branden C; Tooze J. Introduction to Protein Structure. New York, NY: Garland Publishing. ISBN 0-8153-2305-0.
- Irwin H. Segel. Enzyme Kinetics: Behavior and Analysis of Rapid Equilibrium and Steady-State Enzyme Systems (Book 44 изд.). Wiley Classics Library. ISBN 0471303097.

## Spoljašnje veze
- Prostaglandin-A1+Delta-isomerase на 